# U-Bahn-Station Hietzing
Hietzing is een metrostation in het district Hietzing van de Oostenrijkse hoofdstad Wenen. Het station werd geopend op 1 juni 1898 en wordt bediend door lijn U4.

## Ligging en inrichting
Het station, dat twee zijperrons heeft, strekt zich uit langs de rivier de Wenen en de Schönbrunn Paleisstraat tussen de Kennedybrug en het voormalige Hofpaviljoen stroomafwaarts. Omdat de ingang van de dierentuin van Schönbrunn zich in de directe omgeving van het station bevindt, werd deze in eerdere plannen voor het metronetwerk gemarkeerd met een kleine gestileerde olifant.

## Stadtbahn

### Stoom
In de tweede helft van de 19e eeuw groeide de Weense bevolking fors en werden meerdere kopstations van verschillende spoorwegmaatschappijen geopend. Om het vervoer tussen de buitenwijken en de binnenstad te verbeteren en de kopstations onderling te verbinden werd in 1892 besloten tot de aanleg van de Stadtbahn met vier lijnen waaronder de Wientallinie. Het besluit betekende voor de stoomtrammaatschappij Krauss & Cie dat ze haar, op 27 oktober 1883 geopende, tramlijnen ten noorden van Hietzing moest opgeven ten gunste van de nieuwe Stadtbahn. De halte Hietzing werd het overstappunt tussen de Stadbahn, die dan ook een station kreeg aldaar, en het resterende zuidelijke deel van de stoomtram tussen Hietzing en Mödling. Het station werd ontworpen door Otto Wagner in opdracht van de Commission für Verkehrsanlagen in Wien en in maart 1897 opgeleverd. Het eerste deel van de Wientallinie werd op 1 juni 1898 geopend tussen Meidling Hauptstraße en Wien Hütteldorf. In verband met de ligging naast paleis Schönbrunn kreeg het station een Hofpaviljoen voor de keizerlijke familie aan de oostkop van de perrons, het openbare stationsgebouw ligt aan de westkant van de perrons.

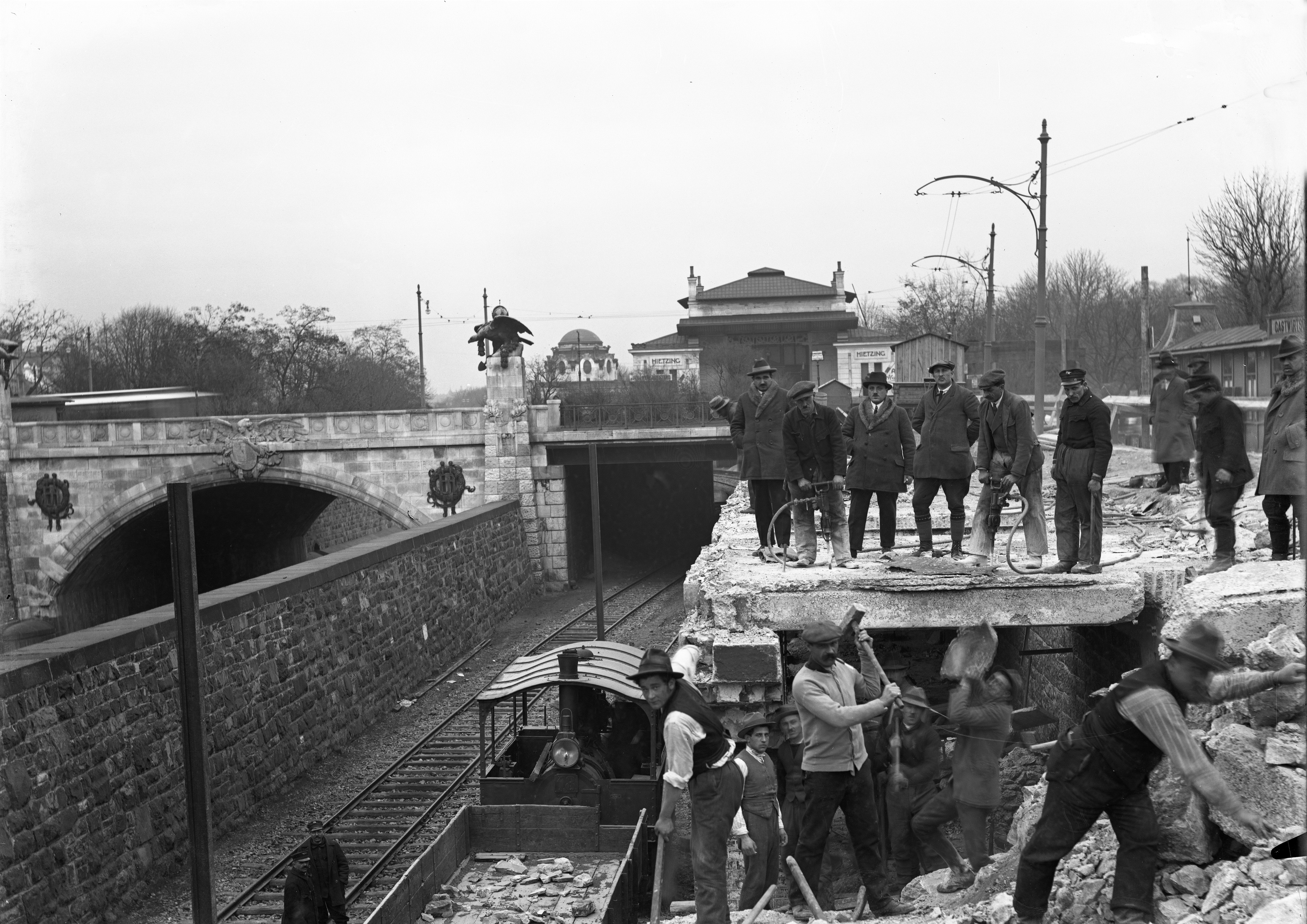
De afbraak van de oorspronkelijke keermuur in 1925.
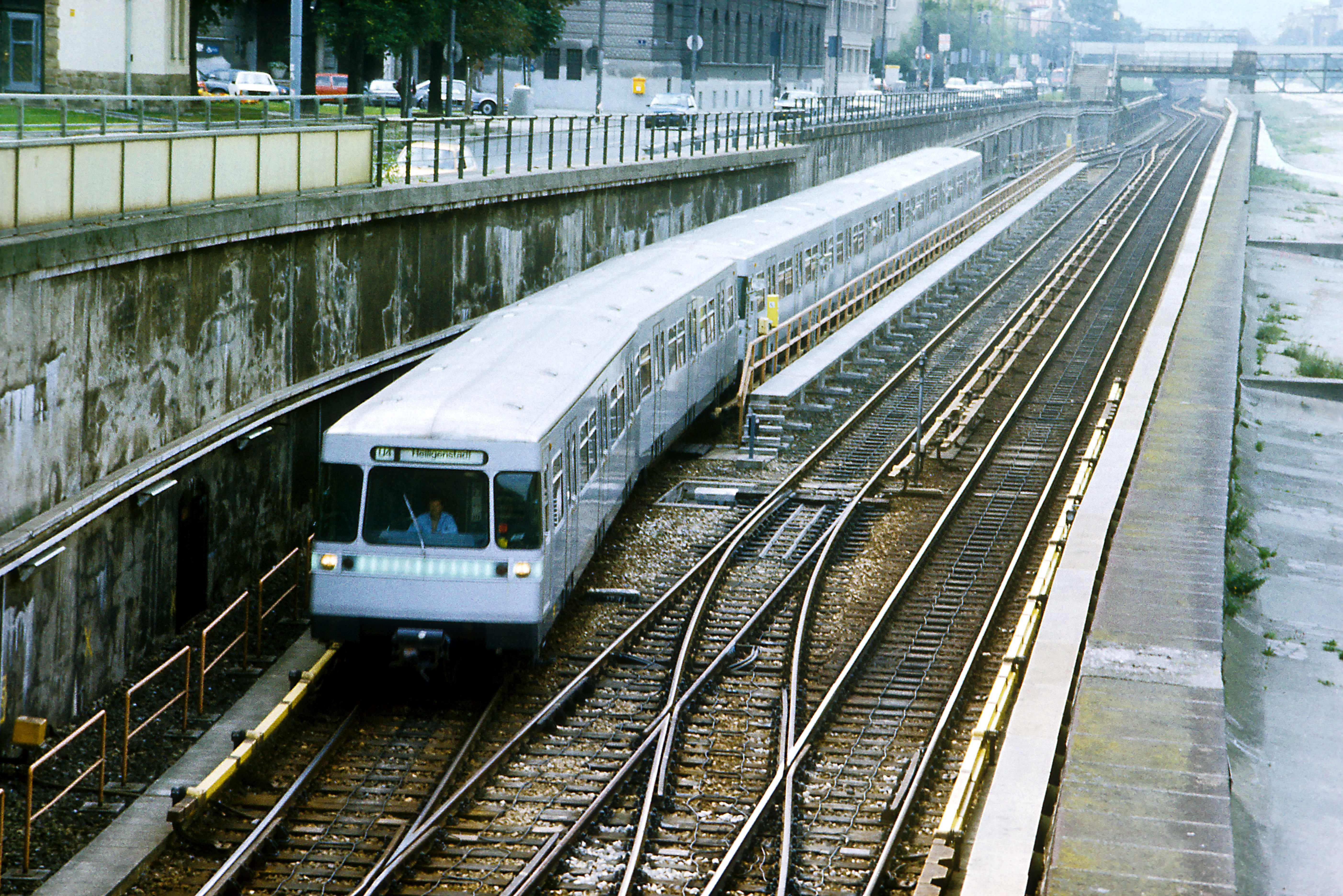
De metro bij het keerspoor op 1 september 1990.

### Elektrisch
In december 1918 werd, in de nasleep van de Eerste Wereldoorlog, de lijn gesloten als gevolg van kolenschaarste. Tussen juni en oktober 1925. werd dit traject geëlektrificeerd en op 4 juni 1925 begon de dienst met elektrische sneltrams bij het station. De introductie van de elektrische sneltrams was voor de gemeente Wenen, die kort daarvoor de Stadtbahn gekocht had, om tussen de Hietzingerbrug en de Badhaussteg tussen de doorgaande sporen een keerspoor te laten bouwen voor diensten die in Hietzing zouden eindigen. Hiervoor moest de zuidelijke keermuur daar over een lengte van ongeveer 250 meter vijf meter worden verschoven naar het zuiden. De nieuwe keermuur werd opgetrokken uit stampbeton en door de wissels en het keerspoor veranderde de halte in een station, bovendien werd ook een seinhuis toegevoegd.
De bouw van de Kennedybrug betekende de sloop van het stationsgebouw van Wagner en de vervanging daarvan door een nieuw in het midden van de keerlus van de tram die op de nieuwe brug werd aangelegd. Het nieuwe verkeersknooppunt met een ovaalvormige rotonde voor het wegverkeer werd in 1963/1964 voltooid. De trams rijden met de klok mee rond het stationsgebouw zodat reizgers aan de stationszijde kunnen in en uitstappen. Blikvanger van het station is de betonnen luifel boven de tramhaltes rondom het stationsgebouw. Binnen de luifel liggen verschillende eetkraampjes, een bloemenstal en de stationshal die met vaste trappen en roltrappen met de perrons verbonden is. De liften naar de perrons liggen bij de stoep aan de oostkant van het verkeersknooppunt.

## Metro
Op 26 januari 1968 werd besloten om een metronet aan te leggen waarbij de Wientallinie en de Donaukanallinie zouden worden omgebouwd tot lijn U4. De ombouw tot metro vond plaats tussen 1976 en 1981. Het betekende dat werd omgeschakeld van links- naar rechtsrijdend en, behalve het hofpaviljoen, werd het station ingericht in de stijl van de Architektengruppe U-Bahn, met witte panelen en biezen in de lijnkleur. Op 31 augustus 1981 werd Hietzing een metrostation als voorlopig westelijk eindpunt van de U4. De Stadtbahn gebruikte het keerspoor uit 1925 tot 24 oktober 1980 waarna het keerspoor geschikt gemaakt werd voor de metro. Reizigers moesten vier maanden lang overstappen op een pendeldienst verder naar het westen totdat op 20 december 1981 de metrodienst naar Hütteldorf van start ging, waarmee de ombouw tot U4 was voltooid. Het keerspoor werd volgens plan in september 1981 weer in de reguliere dienst gebruikt door lijn U2/U4. Deze dienst werd al na drie weken gestaakt naar aanleiding van de verstoringen bij het invoegen bij Schottenring.
Op 2 september 2017 werd tramlijn 58 opgeheven en namen de lijnen 10 en 60 hun trajecten over. Hiervoor werd een nieuw spoor toegevoegd, dat het mogelijk maakt om het stationsgebouw op de Kennedybrug linksrijdend te passeren. Het westelijkste spoor, waarop tot september 2017 lijn 58 in de richting van Unter-St.-Veit reed, is sindsdien in gebruik als bushalte voor bijvoorbeeld lijn 58A.

## Hofpaviljoen
Als bijzonder kenmerk heeft dit station een Keizerlijke wachtkamer die ook is ontworpen door Otto Wagner. Het zogeheten Hofpaviljoen is vermoedelijk geïnspireerd op de keizerlijke wachtkamers in de grote stations van de dubbelmonarchie. Het paviljoen is achteraf aan de plannen van de Stadtbahn toegevoegd en wordt sinds 2018 door het Wien Museum als tentoonstellingsruimte gebruikt.

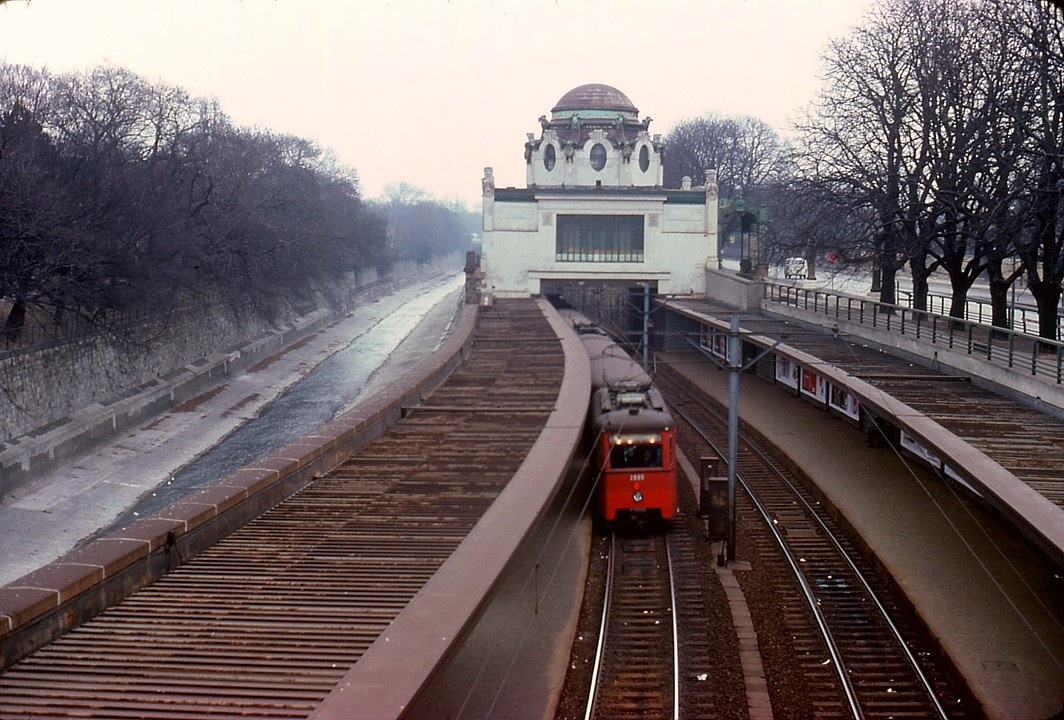
Het station met hofpaviljoen in januari 1978 voor de ombouw tot metro.
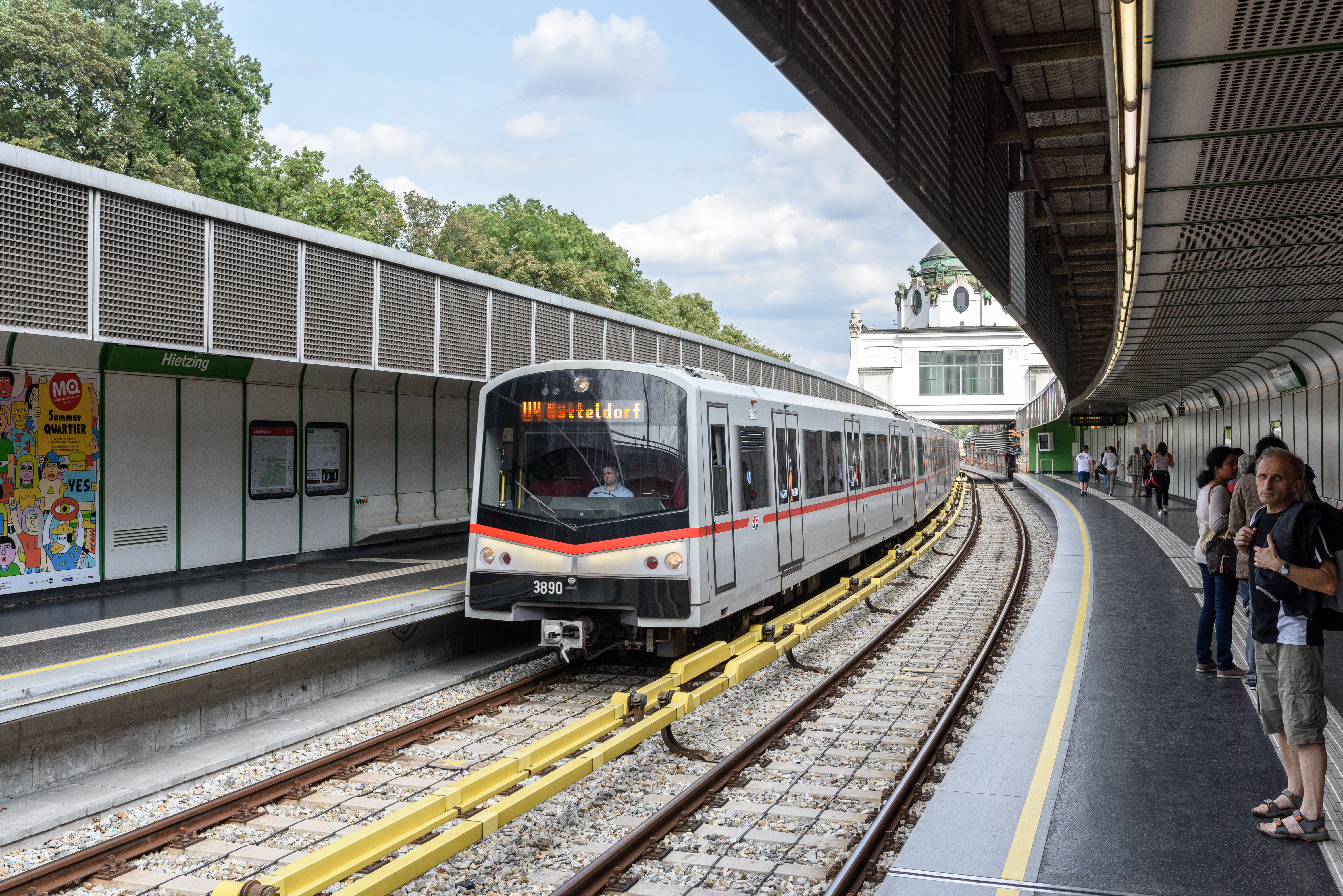
Een metrostel langs de perrons in de stijl van de Architektengruppe U-Bahn.
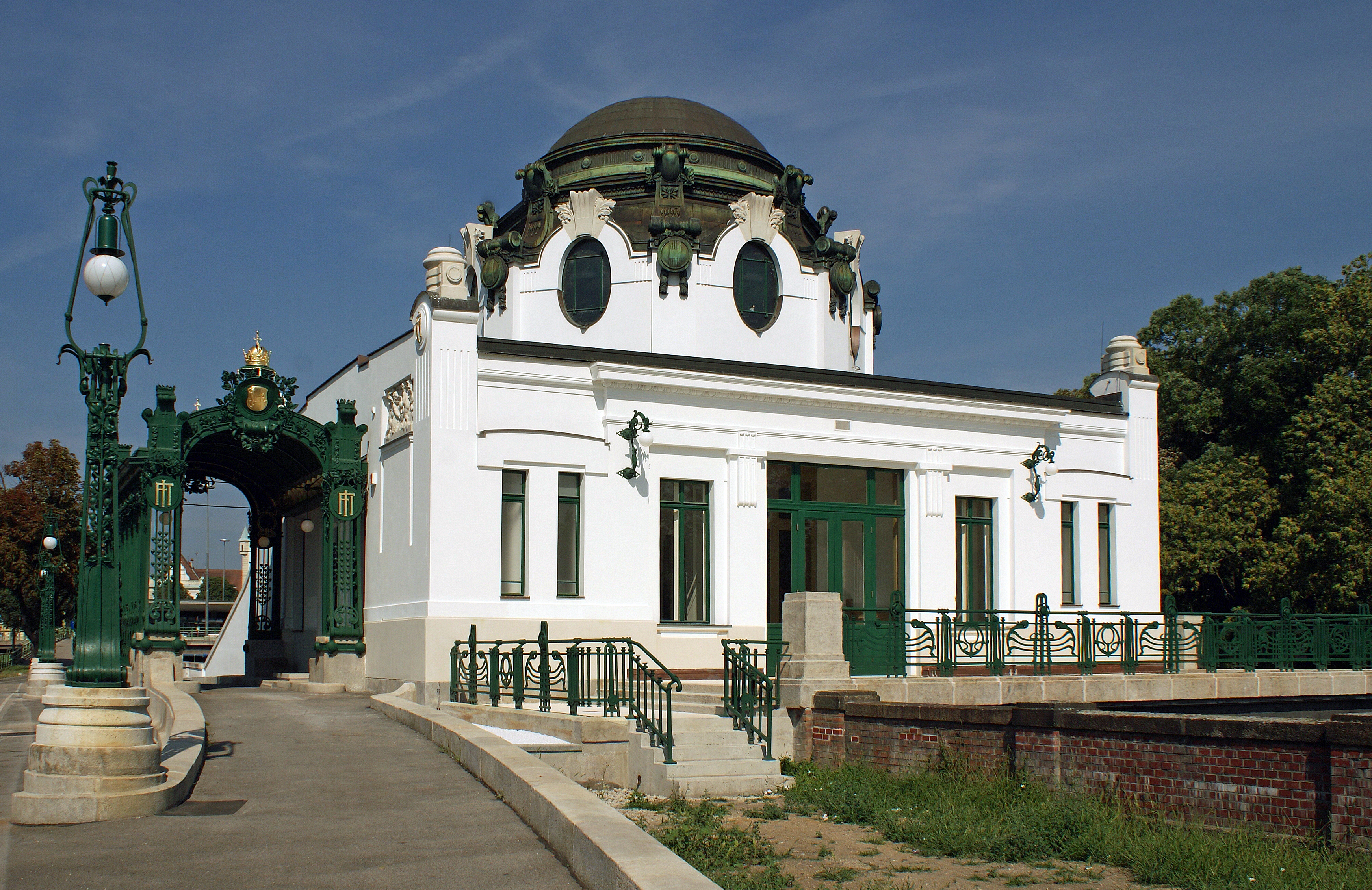
Het hofpaviljoen na restauratie.